# Franc-Garde

Symbool van de Milice française.

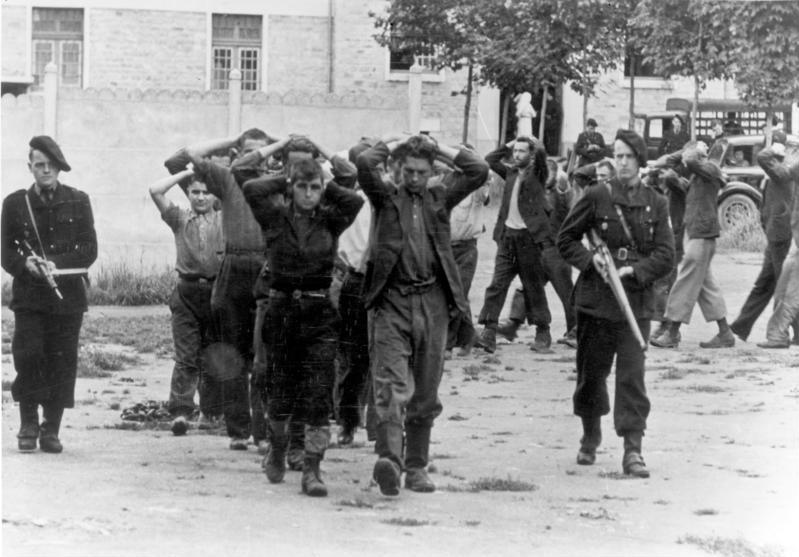
Leden van het Franse verzet gearresteerd door leden van de Franc-Garde.

De Franc-Garde was de gewapende vleugel van de Milice française en nam van eind 1943 tot augustus 1944 alleen of samen met Duitse troepen deel aan de strijd tegen de Maquis. 

## Geschiedenis
De Franc-Garde kondigde zijn oprichting  aan tijdens de oprichting van de Milice française op 30 januari 1943 en werd op 2 juni 1943 uiteindelijk opgericht in het kamp Calabres in de buurt van Vichy. Het actiegebied werd in eerste instantie beperkt tot de voormalige “onbezette zone” en werd op 27 januari 1944 officieel uitgebreid tot de voormalige “bezette zone”.  Zijn rol was ter ondersteuning van de Révolution nationale die door de Vichy-regering overwegend werd betrokken bij de politie, maar ook het opruimen van puin in de gebombardeerde steden. In de woorden van secretaris-generaal van de Milice française, Joseph Darnand in zijn keynote speech van 30 januari 1943 moesten de Franc-Garde "opgeleid en technisch bereid zijn om te vechten en om altijd klaar te staan om de orde te handhaven." Ze hadden een tijdschrift: L'Assaut.
De Franc-Garde bestond uit twee delen: de Franc-Garde permanente, betaald en onbetaald, de Franc-Garde bénévole, waarvan de leden, gewone miliciens, op oproep konden worden gemobiliseerd voor eenvoudige acties.
De eerste twee trentaines gevormd en werden  op experimentele basis opgeleid in steden waar dissidence het meest actief was: Lyon en Annecy. De namen van trentaine en centaine mag niet worden misleid over de werkelijke effectief. Bijvoorbeeld de trentaine van Annecy werd centaine had in mei 1944 slechts 72 man... Volgens de inlichtingendienst van het Franse Comité van Nationale Bevrijding bestond de Franc-Garde in februari 1944 uit 1687 man, een cohorte in Vichy, een centaine in Lyon, Marseille en Toulouse en een trentaine in elk van de vijfenveertig departementen in de zone in het zuiden. Zelfs met de mobilisatie van vrijwilligers in het voorjaar en de zomer 1944 was de omvang van de Franc-Garde nooit meer dan 4.000 man.
In principe moest elke interventie door de Franc-Garde worden voorafgegaan door een mondelinge of schriftelijke vordering die uitgegeven was door de prefect van de commandant van de eenheid vereist, hetgeen niet altijd het geval was.
In de periode oktober-november 1944 verlieten duizenden miliciens  (10.000-15.000 militanten), geconfronteerd door de geallieerde opmars, het Franse grondgebied. Onder hen waren ongeveer 2500 francs-gardes die beschikbaar waren voor gevechten:
- 1800 van hen werden naar het kamp Wildflecken in de buurt van de Duitse stad Ulm gebracht, waar ze zich samen met de resten van de LVF tot het 57e SS-Infanterieregiment  omvormden. Andere vormden samen met resten van de Sturmbrigade Frankreich de 58e SS-Infanterieregiment, in het kader van de 33. Waffen-Grenadier-Division der SS Charlemagne.
- 500 anderen vormden een infanteriebataljon onder leiding van marineofficier Carus, voormalig hoofd van de Milice. Zij vochten samen met de fascisten van de Italiaanse Sociale Republiek tegen partizanen in Noord-Italië.

## Organisatie en uitrusting
De Franc-Garde bestond uit vrijwilligers (die meestal toetraden na een jaar lidmaatschap van de Milice) in de leeftijd van 18 tot 45 jaar, betaald op basis van het officieel salaris van een brigadier van de Franse nationale politie.
- Organisatie:
  - main (een hoofd en vier mannen);
  - dizaine (die overeenkomt met een gevechtsgroep);
  - trentaine (kleine afdeling – in beginsel ten minste een in elke hoofdstad van elk departement);
  - centaine (klein compagnie –  gewoonlijk ten minste een in elk hoofdstedelijke regio.  Er waren twee soorten centaine: men reist normaal te voet of met fiets en mobiele motoren, auto's en vrachtwagens;
  - cohorte (klein bataljon van driehonderd man);
  - centre (klein regiment bestaande uit verschillende cohorten).

- Uniform

De francs-gardes, de enige miliciens in uniform namen de blauwe tenue van de chasseurs alpins over, type 1941 (ski-pantelon, beenkappen en laarzen, jas en riem, kaki overhemd, zwarte das en baret schuin naar links). Het symbole du gamma wit op zwart, werd gedragen als metalen badge in het knoopsgat rechts en geborduurd embleem op de baret. Tijdens gevechten, meestal tegen de maquis, droegen de Franc-Garde een Adrianhelm. 
- Bewapening:

Door de terughoudendheid van de Duitsers werd de Franc-Garde slechts stukje bij beetje een leger. Kaderleden kregen pas in het najaar van 1943 pistolen vanaf het begin naar aanleiding van de toename van de aanvallen op de Franc-Garde-leden.  Het werd de Franc-Garde toegestaan gebruik te maken van de voorraden wapens van de militaire wapenstilstand van maart 1944. Het kon zijn dat een deel van die machinegeweren en mortieren werden gebruikt tijdens de aanval op de maquis van Glières. Tot slot werd elk dizaine uitgerust met machinepistolen merk stengun, een Frans machinegeweer MAC 24/29 en Franse MAS-26 geweren. Door de categorische weigering van de Duitsers kon de Franc-Garde nooit zware wapens, artillerie of gepantserende voertuigen ontvangen.
In 1944 werd er een school opgericht voor Franc-Garde in Poitiers.